# Joe's Garage
Joe's Garage je rock opera američkog glazbenika Franka Zappe, koja izlazi u rujnu i studenom 1979. g.
Album Joe's Garage izlazi u tri acta i u znaku Ike Willisa (kojeg zovu "Joe") i njegove vokalne izvedbe. Izvorno objavljen kao dva odvojena studijska albuma, pojedinačni LP na kojemu se nalazi Act I i dvostruki LP na kojemu se nalazi Acts II & III, album je 1987. g. ponovno izdan kao trostruki LP box set i dvostruki CD LP, Joe's Garage, Acts I, II & III.

## Popis pjesama
Sve pjesme je napisao i aranžirao Frank Zappa.